# Nhuộm Feulgen

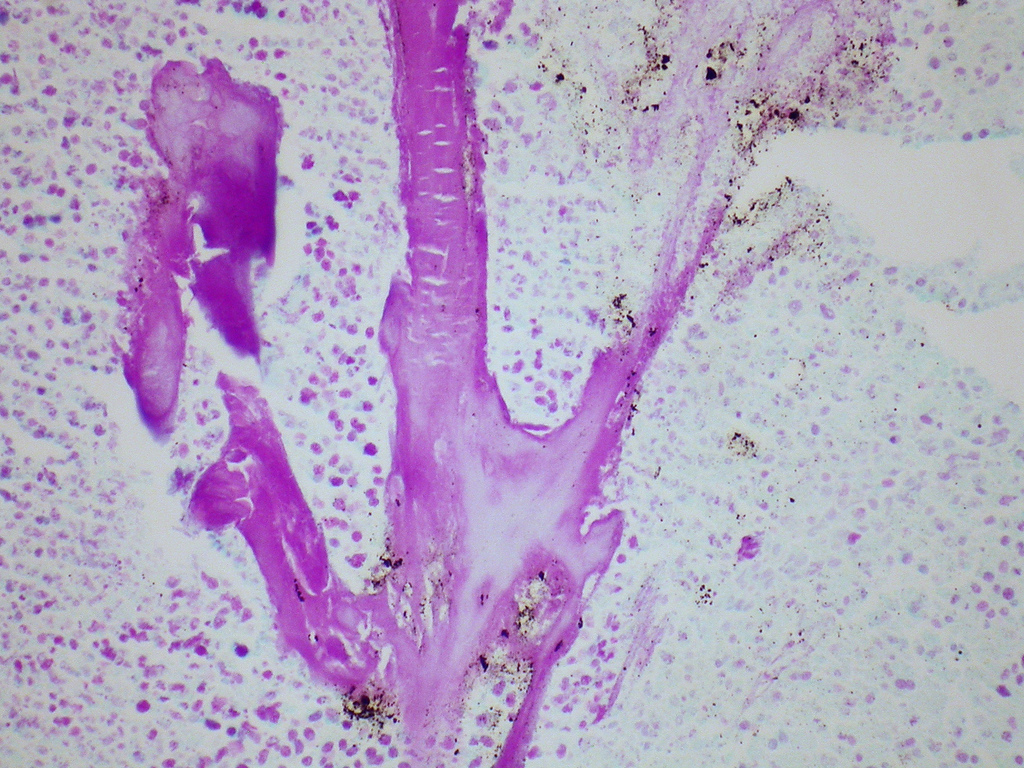
Ảnh chụp hiển vi mô phổi ung thư nhuộm Feulgen: Lượng DNA từ mô tổn thương rất cao (màu tím đỏ) từ nhân tế bào của khối u hoại tử.

Nhuộm Feulgen (Phơngen) là kỹ thuật nhuộm màu tế bào do Robert Feulgen phát minh từ năm 1914, được sử dụng rộng rãi trong xét nghiệm tế bào học để xác định sự tồn tại của DNA trong mô của cơ thể sống. Trong tiếng Anh, kỹ thuật này gọi là "Feulgen stain". Vì nhiễm sắc thể có thành phần hoá học chủ yếu là DNA, nên đây cũng là phương pháp nghiên cứu nhiễm sắc thể ở cấp độ tế bào.

## Tổng quan
- Thuốc nhuộm Feulgen và kỹ thuật xử lý trong phương pháp nhuộm Feulgen chủ yếu dựa vào khả năng hấp thu các hoá chất kiềm tính của DNA, bởi vì DNA là chất có tính axit cao do cấu tạo phân tử có hàm lượng -HPO4 nhiều.
- Trong mô, cấu trúc nào có lượng DNA càng đậm đặc, thì tính axit càng cao, nên bắt màu càng nhiều, hiện ra càng rõ giúp dễ dàng quan sát trên kính hiển vi quang học thông thường.

## Phương pháp

### Sơ bộ
Nói chung, mẫu vật phải được rửa sạch, rồi được xử lý bằng axit clohydric có nồng độ thích hợp, sau đó đến dùng thuốc thử Schiff (Schiff test, cũng gọi là Schiff reagent). Cuối cùng, mẫu được khử nước bằng cồn thích hợp, rồi được làm sạch bằng xylen. DNA sẽ có màu tím đỏ, còn các vật chất khác thường nhuộm màu xanh lục, xanh dương hoặc đôi khi màu tím rất nhạt.

### Chi tiết:
- Mẫu vật ngâm trong dung dịch HCl 1N trong 8-10 phút ở nhiệt độ 60 °C.
- Sau đó, mẫu vật ngay lập tức phải được chuyển vào dung dịch thuốc thử Schiff ở nhiệt độ bình thường của phòng thí nghiệm, trong khoảng 30 phút, hoặc cho đến khi mẫu có màu tím đậm.
- Để quan sát mẫu đã nhuộm, cần nghiền mẫu trong acetocarmine hoặc aceto-orcein. Sau khi đã tiến hành khâu này, cần phân tích mẫu đó ngay trong ngày; bất đắc dĩ cần bảo quản ở 4 °C nhưng chỉ được một vài ngày.
- Thủy phân axit loại bỏ các purin từ mẫu vật, qua đó dễ phát hiện các nhóm aldehyd tự do. Các nhóm aldehyd này phản ứng với thuốc thử Schiff nhanh nhạy hơn dẫn đến màu tím. RNA không bị thủy phân khi xử lý như vậy, nên phản ứng là đặc hiệu cho xét nghiệm DNA.
- Thuốc thử Schiff được điều chế bằng cách đổ 200 mL nước sôi vào 1 g fuchsin. Lắc kỹ, để nguội đến 50 °C, rồi lọc và thêm 30 ml HCl 1N vào dịch đã lọc. Làm nguội đến nhiệt độ của phòng, rồi thêm 1 g kali metabisulfite (K2S2O5) cho đến khi dung dịch đổi màu vàng nhạt hoặc phớt hồng. Khâu này tiến hành trong bóng tối và có thể để dung dịch qua đêm. Tuy nhiên, hiện nay có những công ty chuyên sản xuất thuốc thử này (như Fisher Scientific Cop.).[3]

## Ý nghĩa

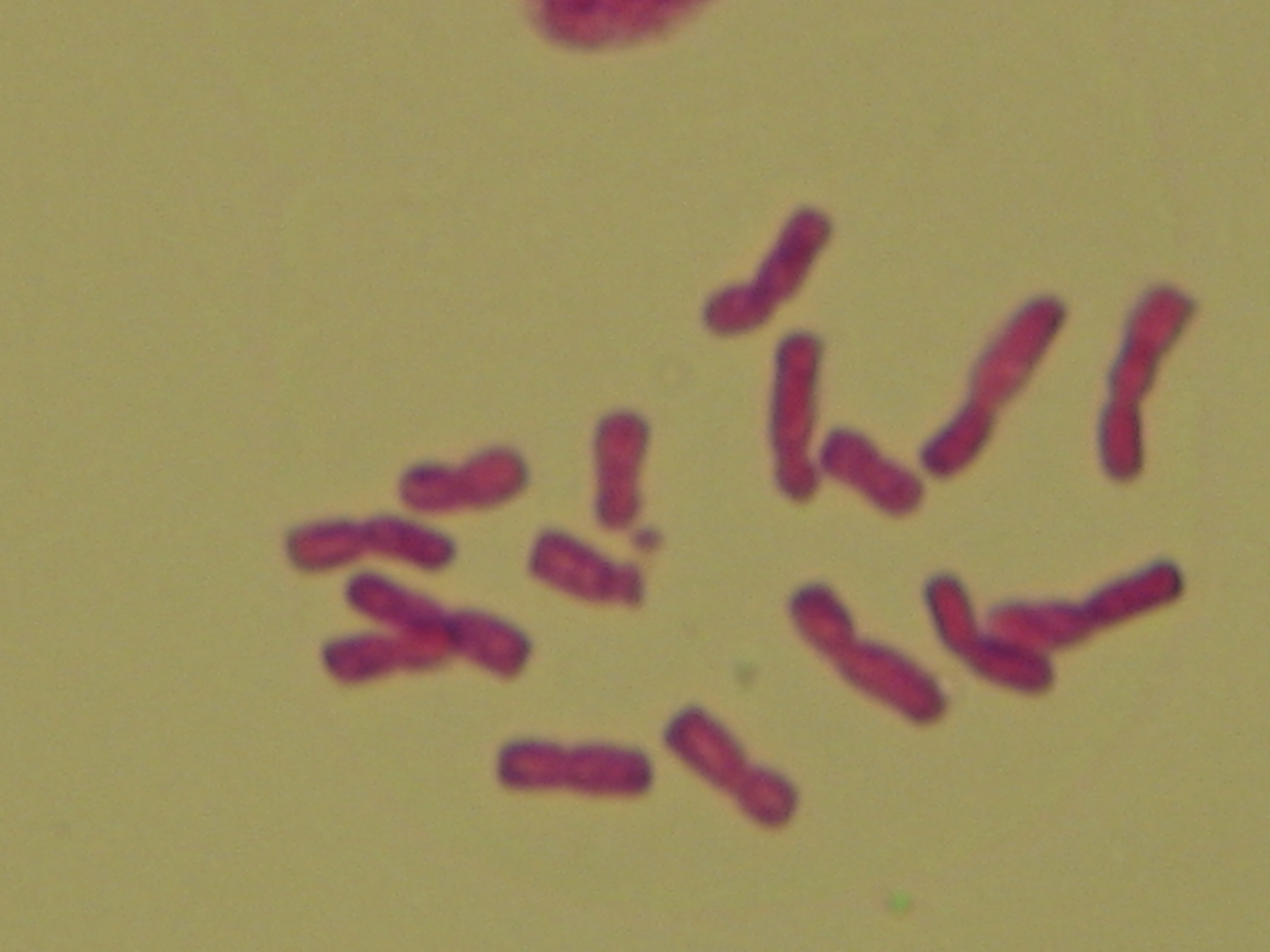
Bộ nhiễm sắc thể của Hành tím hiện rất rõ dưới kính hiển vi quang học nhờ nhuộm Feulgen.

- Nhuộm Feulgen nhằm phát hiện DNA, nên nhờ phương pháp này mà nhà nghiên cứu xác định được chính xác cấu trúc có DNA trong tế bào và mô. Cũng vì thế, nó được áp dụng phổ biến để nghiên cứu bộ nhiễm sắc thể của các loài sinh vật.
- Ngoài ra, có thể sử dụng phản ứng Feulgen như một kỹ thuật định lượng tương đối DNA, nhờ đó có thể phân biệt tế bào tứ bội với tế bào lưỡng bội, tế bào đơn bội với tế bào lưỡng bội,... và nhất là định lượng tương đối DNA trong các giai đoạn khác nhau (G1, S và G2) của chu kỳ tế bào.[4][5]